# 子華子
子華子（しかし、紀元前4世紀中ごろ）は、中国戦国時代中期の諸子百家の一人。書物として『子華子』が現存するが、北宋末ごろの偽書とされる。道家・儒家・雑家のいずれかに属する。

## 人物
生涯は不明である。『呂氏春秋』に「子華子曰」という引用や登場箇所が6つある。『荘子』にも登場し「子華」とも呼ばれる。『列子』には「華子」という人物が登場するが別人とされる。
『子華子』によれば、子華子は程本（姓は程、名は本、字は子華）という晋人だった。一方、『荘子』司馬彪注や成玄英疏によれば魏人だった。
活動時期は、『子華子』では春秋末期の趙簡子・晏子・孔子らと同時期だが、『呂氏春秋』『荘子』では戦国中期の韓昭釐侯や魏恵王らと同時期であり、後者が正しいとされる。近い時期の諸子に孟子がいる。

## 『子華子』
現行本は2巻10篇からなる。劉向に帰される序文が付いている。上記『呂氏春秋』『荘子』や『孔子家語』致思篇と一部重複する。
目録学においては、『漢書』芸文志から『新唐書』芸文志まで著録されておらず、『郡斎読書志』や『宋史』芸文志に著録されている。ただし、『呂氏春秋』の「子華子曰」が書物の引用だったならば、現行本（今本子華子）とは別に「古本子華子」が先秦に存在した可能性がある。
偽書説は古くからあり、『郡斎読書志』『直斎書録解題』『四庫提要』のほか、朱熹・胡渭・宋濂・姚際恒などが偽書としている。清末以降は兪樾・銭穆らの考証がある。
和刻本もある。

## 思想
『呂氏春秋』貴生篇などで、個人主義的・欲望肯定的な養生思想である「全生・貴生」の思想を説いている。これは楊朱の「為我」に近いため、子華子は楊朱の後学とされる。魏牟や詹何の先学ともされる。そのほか、法家の韓非子に近い君主論、「名実」「辱」に関する思想を説いている。
『子華子』は、以上を含みつつ、道家・儒家・術数が混ざった雑家的内容である。河図洛書に関する記述もあり偽書説の一因となっている。